# Lumparn

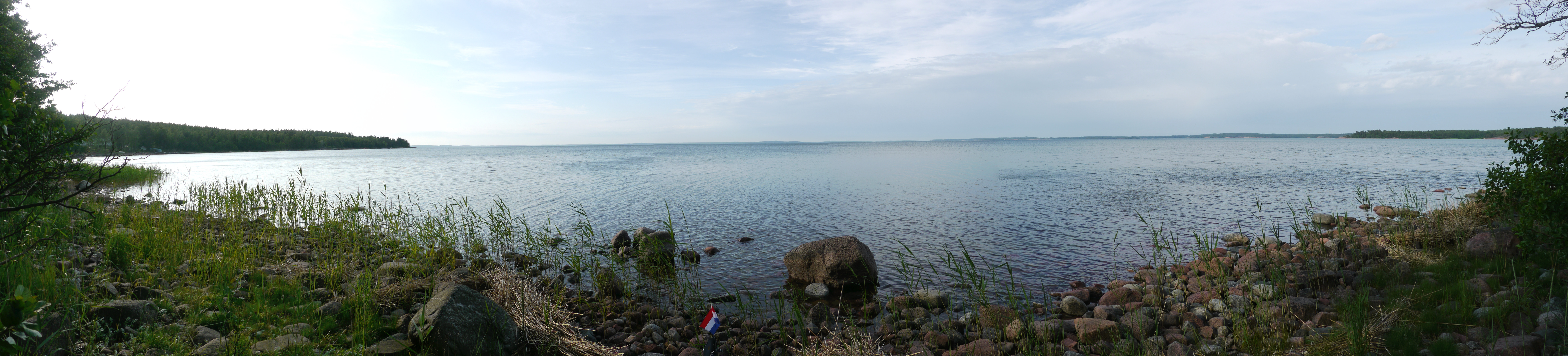
Überblick über den Lumparn

Der Lumparn (finnisch Lumpari) ist eine große, nahezu runde, landfreie Fläche in dem Archipel der Åland-Inseln, einer weitgehend autonomen Provinz in Finnland. Sie wird umschlossen von vier Gemeinden, die den See begrenzen: Im Osten ist dies die Gemeinde Lumparland, im Süden Lemland, im Westen Jomala und im Norden Sund, die alle vier zum sogenannten Fasta Åland (Festland) und nicht zu dem weiter östlich liegenden Schärengebiet gehören. Die Entfernung von Ufer zu Ufer beträgt etwa 10 Kilometer, die Wasserfläche etwa 80 km². Das sich nach Osten hin öffnende Schärengebiet weist keine geschlossene Landverbindung rings um den Lumparn auf. Nur wenige, kleine Inseln liegen in der Bucht. Die tiefste Tiefe beträgt maximal 35 m und liegt in der Nähe der Ostküste. Die mittlere Tiefe beträgt ca. 20 Meter. Der Lumparn ist trotz seiner Größe und seiner kleinen Verbindung zur Ålandsee ein Teil des Meeres und darf daher geografisch weder als Binnenmeer noch als Binnensee bezeichnet werden.

## Entstehung

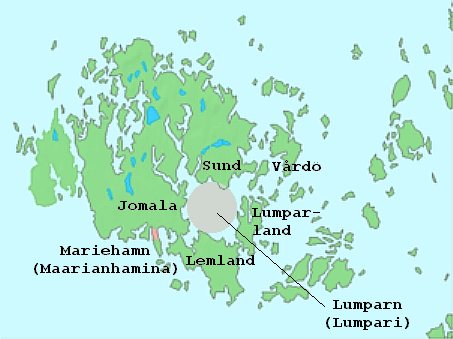
Land-/Wasser-Aufteilung von Åland

Die Entstehung des Lumparn wird auf einen Meteoroideneinschlag zurückgeführt, der zwischen 1,2 und 0,5 Milliarden Jahren (Giga-Jahre, Gya) gewesen sein dürfte, dabei entspricht ein Gya 109 Jahren. In Finnland sind elf solcher Einschläge nachgewiesen worden. Typisch für außerirdische Einschläge sind petrologische und geophysikalische oder auch morphologische Merkmale. Die Größe der Durchmesser solcher Einschläge in Finnland variiert zwischen etwa 1,3 und 23 km, und ihr Alter von vermutlich Mesoproterozoikum (~ 1800 mya) bis zur späten Kreidezeit (~ 73 Mio. Jahre vor unserer Zeitrechnung). Der Impakt Lumparn gehört mit etwa 9 km Durchmesser zur mittleren finnischen Größe.

## Geologie
Seit 1989 wurde Lumparn geologisch genauer untersucht. In dem 1997 erschienenen Abschlussbericht wurde Urgestein mit einem Alter von 1,59 bis 1,57 Gya nachgewiesen.
Am Nordufer der Bucht ist ein Teil der Landmasse von den eiszeitlichen Erosionen ausgespart gewesen und Kalkstein aus der Zeit des Ordovizium weist noch außerirdische Ablagerungen auf. Extramaritim ist dies nur bei günstigen Windverhältnissen und entsprechend niedrigem Wasserstand zu sehen. An anderen Stellen entlang des Ufers lassen sich diese Ablagerungen per Bohrung nachweisen. Diese Ablagerungen bestehen aus Quarz, mosaikartig angeordnetem Feldspat und anderen geschmolzenen Fragmenten.

## Nutzung
Der Lumparn ist heute ein beliebter und ertragreicher Fischgrund sowie ein attraktives Ziel für Wassersportler.